# Tercera División de España 1952-53
La temporada 1952–53 de la Tercera División de España de fútbol corresponde a la 16.ª edición del campeonato y se disputó entre el 14 de septiembre de 1952 y el 12 de julio de 1953.

## Sistema de competición
La Tercera División de España 1952-53 fue organizada por la Federación Española de Fútbol (RFEF).
El campeonato contó con la participación de 99 clubes divididos en seis grupos con distinto número de equipos cada uno. La competición siguió un sistema de liga, de modo que los equipos de cada grupo se enfrentaron entre sí, todos contra todos en dos ocasiones -una en campo propio y otra en campo contrario- sumando un total de 28, 30 y 34 jornadas según el grupo. El orden de los encuentros se decidió por sorteo antes de empezar la competición.
Se estableció una clasificación con arreglo a los puntos obtenidos en cada enfrentamiento, a razón de dos por partido ganado, uno por empatado y ninguno en caso de derrota. En caso de empate a puntos entre dos o más clubes en la clasificación, se tuvo en cuenta el mayor cociente de goles. 
Los primeros clasificados de cada grupo ascendieron directamente a Segunda División, mientras que los segundos clasificados jugaron la promoción de ascenso divididos en dos grupos junto a equipos de Segunda División.
En los grupos con más de 16 equipos, los equipos que ocuparon la 17.ª y/o 18.ª posición descendieron directamente a categoría Regional.

## Clasificaciones

### Grupo I
| Pos. | Equipo                  | Pts. | PJ | G  | E | P  | GF | GC | Dif. | Clasificación                 |
| ---- | ----------------------- | ---- | -- | -- | - | -- | -- | -- | ---- | ----------------------------- |
| 1    | C. P. La Felguera (A)   | 41   | 30 | 17 | 7 | 6  | 57 | 27 | +30  | Ascenso a Segunda División    |
| 2    | Cultural Leonesa        | 40   | 30 | 18 | 4 | 8  | 78 | 36 | +42  | Acceso a Promoción de ascenso |
| 3    | S. D. Ponferradina      | 38   | 30 | 18 | 2 | 10 | 69 | 38 | +31  |                               |
| 4    | Arsenal C. F. El Ferrol | 34   | 30 | 15 | 4 | 11 | 53 | 41 | +12  |                               |
| 5    | C. D. Juvenil           | 34   | 30 | 14 | 6 | 10 | 49 | 45 | +4   |                               |
| 6    | Arosa S. C.             | 33   | 30 | 15 | 3 | 12 | 47 | 47 | 0    |                               |
| 7    | C. D. Polvorín (D)      | 32   | 30 | 13 | 6 | 11 | 37 | 34 | +3   | Descenso a Regional           |
| 8    | Atlético de Zamora      | 29   | 30 | 12 | 5 | 13 | 42 | 43 | −1   |                               |
| 9    | Club Calzada            | 29   | 30 | 12 | 5 | 13 | 41 | 47 | −6   |                               |
| 10   | Club Langreano          | 27   | 30 | 12 | 3 | 15 | 38 | 59 | −21  |                               |
| 11   | Club Lemos              | 26   | 30 | 9  | 8 | 13 | 37 | 56 | −19  |                               |
| 12   | Pontevedra C. F.        | 25   | 30 | 8  | 9 | 13 | 55 | 57 | −2   |                               |
| 13   | C. D. Turón             | 25   | 30 | 11 | 3 | 16 | 47 | 62 | −15  |                               |
| 14   | Club Santiago           | 23   | 30 | 9  | 5 | 16 | 41 | 63 | −22  |                               |
| 15   | S. D. Vetusta (D)       | 22   | 30 | 8  | 6 | 16 | 42 | 61 | −19  | Descenso a Regional           |
| 16   | Marín C. F.             | 22   | 30 | 8  | 6 | 16 | 43 | 60 | −17  |                               |

 Fuente: Fútbol Regional
Notas:
1. 1 2  El club renunció a su plaza para la siguiente temporada

### Grupo II
| Pos. | Equipo                          | Pts. | PJ | G  | E  | P  | GF | GC | Dif. | Clasificación                 |
| ---- | ------------------------------- | ---- | -- | -- | -- | -- | -- | -- | ---- | ----------------------------- |
| 1    | S. D. Eibar (A)                 | 52   | 34 | 23 | 6  | 5  | 93 | 40 | +53  | Ascenso a Segunda División    |
| 2    | Club Sestao                     | 43   | 34 | 17 | 9  | 8  | 62 | 33 | +29  | Acceso a Promoción de ascenso |
| 3    | C. D. Mirandés                  | 42   | 34 | 18 | 6  | 10 | 73 | 48 | +25  |                               |
| 4    | C. D. Guecho                    | 42   | 34 | 18 | 6  | 10 | 67 | 45 | +22  |                               |
| 5    | J. D. Mondragón                 | 40   | 34 | 16 | 8  | 10 | 69 | 51 | +18  |                               |
| 6    | C. D. Numancia                  | 37   | 34 | 17 | 3  | 14 | 60 | 61 | −1   |                               |
| 7    | C. D. Basconia                  | 37   | 34 | 15 | 7  | 12 | 65 | 62 | +3   |                               |
| 8    | C. D. Izarra                    | 36   | 34 | 17 | 2  | 15 | 68 | 60 | +8   |                               |
| 9    | S. D. Indauchu                  | 34   | 34 | 13 | 8  | 13 | 54 | 51 | +3   |                               |
| 10   | Arenas Club                     | 30   | 34 | 10 | 10 | 14 | 46 | 67 | −21  |                               |
| 11   | Club Portugalete                | 30   | 34 | 11 | 8  | 15 | 44 | 52 | −8   |                               |
| 12   | C. D. Garellano (D)             | 29   | 34 | 11 | 7  | 16 | 57 | 72 | −15  | Descenso a Regional           |
| 13   | S. D. Rayo Cantabria            | 29   | 34 | 12 | 5  | 17 | 54 | 66 | −12  |                               |
| 14   | C. D. Azcoyen                   | 29   | 34 | 13 | 3  | 18 | 48 | 80 | −32  |                               |
| 15   | C. D. Calatayud                 | 28   | 34 | 13 | 2  | 19 | 40 | 68 | −28  |                               |
| 16   | S. D. Erandio                   | 26   | 34 | 10 | 6  | 18 | 58 | 61 | −3   |                               |
| 17   | C. D. Recreación de Logroño (D) | 24   | 34 | 9  | 7  | 18 | 48 | 61 | −13  | Descenso a Regional           |
| 18   | C. D. Calahorra (D)             | 23   | 34 | 9  | 5  | 20 | 51 | 79 | −28  | Descenso a Regional           |

 Fuente: Fútbol Regional
Notas:
1. ↑  El club renunció a su plaza para la siguiente temporada

### Grupo III
| Pos. | Equipo                     | Pts. | PJ | G  | E | P  | GF  | GC  | Dif. | Clasificación                 |
| ---- | -------------------------- | ---- | -- | -- | - | -- | --- | --- | ---- | ----------------------------- |
| 1    | S. D. Escoriaza (A)        | 48   | 34 | 23 | 2 | 9  | 106 | 53  | +53  | Ascenso a Segunda División    |
| 2    | C. D. Mataró               | 45   | 34 | 18 | 9 | 7  | 74  | 52  | +22  | Acceso a Promoción de ascenso |
| 3    | C. D. Tarrasa              | 43   | 34 | 20 | 3 | 11 | 69  | 53  | +16  |                               |
| 4    | C. F. Badalona             | 42   | 34 | 18 | 6 | 10 | 94  | 61  | +33  |                               |
| 5    | C. D. Europa               | 39   | 34 | 18 | 3 | 13 | 83  | 69  | +14  |                               |
| 6    | U. D. Sans                 | 39   | 34 | 17 | 5 | 12 | 64  | 54  | +10  |                               |
| 7    | C. D. Manresa              | 39   | 34 | 18 | 3 | 13 | 83  | 65  | +18  |                               |
| 8    | Gerona C. F.               | 38   | 34 | 16 | 6 | 12 | 61  | 44  | +17  |                               |
| 9    | C. D. Granollers           | 38   | 34 | 15 | 8 | 11 | 87  | 67  | +20  |                               |
| 10   | C. D. Binéfar              | 36   | 34 | 17 | 2 | 15 | 76  | 68  | +8   |                               |
| 11   | U. D. Amistad              | 33   | 34 | 14 | 5 | 15 | 66  | 79  | −13  |                               |
| 12   | Arenas S. D.               | 33   | 34 | 13 | 7 | 14 | 64  | 61  | +3   |                               |
| 13   | C. D. Tortosa              | 31   | 34 | 14 | 3 | 17 | 61  | 68  | −7   |                               |
| 14   | U. D. San Martín           | 30   | 34 | 12 | 6 | 16 | 43  | 56  | −13  |                               |
| 15   | U. A. Horta                | 29   | 34 | 13 | 3 | 18 | 48  | 83  | −35  |                               |
| 16   | Atlético Universitario (D) | 27   | 34 | 12 | 3 | 19 | 58  | 81  | −23  | Descenso a Regional           |
| 17   | C. F. Igualada (D)         | 17   | 34 | 6  | 5 | 23 | 45  | 77  | −32  | Descenso a Regional           |
| 18   | C. F. Tárrega (D)          | 3    | 34 | 2  | 1 | 31 | 26  | 117 | −91  | Descenso a Regional           |

 Fuente: Fútbol Regional
Notas:
1. ↑  El club renunció a su plaza para la siguiente temporada

### Grupo IV
| Pos. | Equipo                     | Pts. | PJ | G  | E | P  | GF | GC | Dif. | Clasificación                 |
| ---- | -------------------------- | ---- | -- | -- | - | -- | -- | -- | ---- | ----------------------------- |
| 1    | C. D. Badajoz (A)          | 41   | 26 | 19 | 3 | 4  | 99 | 32 | +67  | Ascenso a Segunda División    |
| 2    | C. D. Calvo Sotelo         | 37   | 26 | 16 | 5 | 5  | 75 | 35 | +40  | Acceso a Promoción de ascenso |
| 3    | C. F. Extremadura          | 34   | 26 | 16 | 2 | 8  | 69 | 36 | +33  |                               |
| 4    | C. D. Manchego             | 30   | 26 | 14 | 2 | 10 | 73 | 44 | +29  |                               |
| 5    | U. D. Girod                | 28   | 26 | 12 | 4 | 10 | 50 | 47 | +3   |                               |
| 6    | C. D. Toledo               | 28   | 26 | 11 | 6 | 9  | 64 | 45 | +19  |                               |
| 7    | A. D. Rayo Vallecano       | 26   | 26 | 11 | 4 | 11 | 34 | 50 | −16  |                               |
| 8    | C. D. Cuatro Caminos       | 25   | 26 | 11 | 3 | 12 | 46 | 55 | −9   |                               |
| 9    | S. D. Emeritense           | 24   | 26 | 10 | 4 | 12 | 52 | 53 | −1   |                               |
| 10   | C. D. Valdepeñas           | 24   | 26 | 10 | 4 | 12 | 40 | 60 | −20  |                               |
| 11   | Guadalajara C. F.          | 22   | 26 | 9  | 4 | 13 | 39 | 69 | −30  |                               |
| 12   | U. D. San Lorenzo          | 19   | 26 | 6  | 7 | 13 | 45 | 62 | −17  |                               |
| 13   | Recreativo Europa Delicias | 16   | 26 | 6  | 4 | 16 | 30 | 66 | −36  |                               |
| 14   | U. B. Conquense (D)        | 10   | 26 | 3  | 4 | 19 | 24 | 86 | −62  | Descenso a Regional           |
| 15   | Tomelloso C. F. (D)        | 0    | 0  | 0  | 0 | 0  | 0  | 0  | 0    | Descenso a Regional           |

 Fuente: Fútbol Regional
Notas:
1. ↑  El equipo renunció a su plaza para la siguiente temporada
2. ↑  El equipo se retiró de la competición, sus resultados fueron anulados

### Grupo V
| Pos. | Equipo                 | Pts. | PJ | G  | E  | P  | GF | GC | Dif. | Clasificación                 |
| ---- | ---------------------- | ---- | -- | -- | -- | -- | -- | -- | ---- | ----------------------------- |
| 1    | C. D. Castellón (A)    | 41   | 30 | 18 | 5  | 7  | 79 | 40 | +39  | Ascenso a Segunda División    |
| 2    | Levante U. D.          | 37   | 30 | 16 | 5  | 9  | 81 | 46 | +35  | Acceso a Promoción de ascenso |
| 3    | Albacete Balompié      | 34   | 30 | 16 | 2  | 12 | 68 | 56 | +12  |                               |
| 4    | Hellín Deportivo       | 34   | 30 | 15 | 4  | 11 | 71 | 49 | +22  |                               |
| 5    | U. D. Alcira           | 32   | 30 | 14 | 4  | 12 | 51 | 60 | −9   |                               |
| 6    | C. D. Manacor          | 30   | 30 | 13 | 4  | 13 | 55 | 52 | +3   |                               |
| 7    | Villena C. F.          | 30   | 30 | 14 | 2  | 14 | 83 | 74 | +9   |                               |
| 8    | Alicante C. F.         | 30   | 30 | 10 | 10 | 10 | 58 | 44 | +14  |                               |
| 9    | C. D. Aspense          | 29   | 30 | 12 | 5  | 13 | 50 | 66 | −16  |                               |
| 10   | Novelda C. F.          | 29   | 30 | 13 | 3  | 14 | 59 | 86 | −27  |                               |
| 11   | C. D. Lorca            | 28   | 30 | 12 | 4  | 14 | 57 | 60 | −3   |                               |
| 12   | U. D. Mahón            | 28   | 30 | 11 | 6  | 13 | 52 | 62 | −10  |                               |
| 13   | Peña Deportiva Soriano | 26   | 30 | 11 | 4  | 15 | 59 | 58 | +1   |                               |
| 14   | Catarroja C. F.        | 24   | 30 | 9  | 6  | 15 | 54 | 69 | −15  |                               |
| 15   | C. D. Naval            | 24   | 30 | 9  | 6  | 15 | 51 | 75 | −24  |                               |
| 16   | Elche C. F.            | 24   | 30 | 11 | 2  | 17 | 42 | 73 | −31  |                               |

 Fuente: Fútbol Regional

### Grupo VI
| Pos. | Equipo                     | Pts. | PJ | G  | E | P  | GF  | GC  | Dif. | Clasificación                 |
| ---- | -------------------------- | ---- | -- | -- | - | -- | --- | --- | ---- | ----------------------------- |
| 1    | Jerez C. D. (A)            | 43   | 30 | 20 | 3 | 7  | 88  | 42  | +46  | Ascenso a Segunda División    |
| 2    | U. D. España de Tánger     | 42   | 30 | 20 | 2 | 8  | 94  | 41  | +53  | Acceso a Promoción de ascenso |
| 3    | Cádiz C. F.                | 37   | 30 | 17 | 3 | 10 | 73  | 47  | +26  |                               |
| 4    | Algeciras C. F.            | 36   | 30 | 16 | 4 | 10 | 102 | 45  | +57  |                               |
| 5    | Real Betis                 | 36   | 30 | 17 | 2 | 11 | 72  | 58  | +14  |                               |
| 6    | Recreativo Granada         | 33   | 30 | 15 | 3 | 12 | 56  | 57  | −1   |                               |
| 7    | S. D. Ceuta                | 33   | 30 | 15 | 3 | 12 | 55  | 47  | +8   |                               |
| 8    | R. C. Recreativo de Huelva | 32   | 30 | 15 | 2 | 13 | 83  | 66  | +17  |                               |
| 9    | U. D. Almería              | 32   | 30 | 15 | 2 | 13 | 55  | 49  | +6   |                               |
| 10   | C. D. Iliturgi             | 31   | 30 | 15 | 1 | 14 | 75  | 75  | 0    |                               |
| 11   | C. D. San Fernando         | 27   | 30 | 13 | 1 | 16 | 52  | 77  | −25  |                               |
| 12   | Español C. F. de Tetuán    | 27   | 30 | 11 | 5 | 14 | 48  | 74  | −26  |                               |
| 13   | U. D. Sevillana            | 26   | 30 | 12 | 2 | 16 | 58  | 86  | −28  |                               |
| 14   | Úbeda C. F.                | 23   | 30 | 11 | 1 | 18 | 52  | 79  | −27  |                               |
| 15   | C. D. Utrera               | 14   | 30 | 6  | 2 | 22 | 38  | 91  | −53  |                               |
| 16   | Atlético Malagueño         | 5    | 30 | 2  | 4 | 24 | 34  | 101 | −67  |                               |

 Fuente: Fútbol Regional
Notas:
1. ↑  El equipo tuvo tres puntos menos por sanción federativa

## Promoción de Ascenso

### Grupo I
Cultural Leonesa, CD Mataró y Club Sestao se enfrentaron a los equipos de Segunda División Gimnástica de Torrelavega y UD Salamanca. Los dos primeros clasificados jugarían en Segunda División la temporada siguiente y el resto lo haría en Tercera División.
| Pos. | Equipo                    | Pts. | PJ | G | E | P | GF | GC | Dif. | Clasificación               |  | GIM | CUL | MAT | SAL | SES |
| ---- | ------------------------- | ---- | -- | - | - | - | -- | -- | ---- | --------------------------- |  | --- | --- | --- | --- | --- |
| 1    | Gimnástica de Torrelavega | 10   | 8  | 5 | 0 | 3 | 17 | 11 | +6   |                             |  | —   | 1–0 | 2–1 | 1–0 | 5–1 |
| 2    | Cultural Leonesa (A)      | 8    | 8  | 4 | 0 | 4 | 21 | 19 | +2   | Ascenso a Segunda División  |  | 2–4 | —   | 3–1 | 3–1 | 6–0 |
| 3    | C. D. Mataró              | 8    | 8  | 4 | 0 | 4 | 17 | 16 | +1   |                             |  | 3–2 | 7–2 | —   | 1–0 | 3–1 |
| 4    | U. D. Salamanca           | 8    | 8  | 4 | 0 | 4 | 12 | 10 | +2   | Descenso a Tercera División |  | 2–1 | 1–2 | 4–1 | —   | 3–1 |
| 5    | Club Sestao               | 6    | 8  | 3 | 0 | 5 | 11 | 22 | −11  |                             |  | 2–1 | 4–3 | 2–0 | 0–1 | —   |

 Fuente: Fútbol Regional
Notas:
1. ↑  La U. D. Salamanca había descendido a Tercera División, sin embargo, el equipo fue repescado para ocupar la plaza vacante dejada tras la renuncia a la categoría del C. D. San Andrés y continuó militando en Segunda División

### Grupo II
Unión Deportiva de Tánger, CD Calvo Sotelo y Levante UD se enfrentaron al RCD Córdoba de Segunda División. El primer clasificado jugaría en Segunda División la temporada siguiente y el resto lo haría en Tercera División.
| Pos. | Equipo                     | Pts. | PJ | G | E | P | GF | GC | Dif. | Clasificación               |  | ESP | LEV | COR | CAL |
| ---- | -------------------------- | ---- | -- | - | - | - | -- | -- | ---- | --------------------------- |  | --- | --- | --- | --- |
| 1    | U. D. España de Tánger (A) | 8    | 6  | 3 | 2 | 1 | 12 | 5  | +7   | Ascenso a Segunda División  |  | —   | 1–0 | 2–0 | 5–0 |
| 2    | Levante U. D.              | 8    | 6  | 3 | 2 | 1 | 15 | 11 | +4   |                             |  | 1–0 | —   | 3–3 | 5–3 |
| 3    | R. C. D. Córdoba (D)       | 5    | 6  | 1 | 3 | 2 | 13 | 16 | −3   | Descenso a Tercera División |  | 2–2 | 3–3 | —   | 5–1 |
| 4    | C. D. Calvo Sotelo         | 3    | 6  | 1 | 1 | 4 | 12 | 20 | −8   |                             |  | 2–2 | 1–3 | 5–0 | —   |

 Fuente: Fútbol Regional